# Natrium-4-(propoxycarbonyl)phenolat
Natrium-4-(propoxycarbonyl)phenolat ist eine chemische Verbindung aus der Gruppe der Parabenderivate. Es ist das Natriumsalz des Propylparaben.

## Vorkommen
Natrium-4-(propoxycarbonyl)phenolat wurde in Tabak nachgewiesen.

## Eigenschaften
Natrium-4-(propoxycarbonyl)phenolat ist ein farb- und geruchloser Feststoff, der sehr gut löslich in Wasser ist. Er zersetzt sich bei Temperaturen über 310 °C.

## Verwendung
Natrium-4-(propoxycarbonyl)phenolat wird als Konservierungsmittel (Bakterizid, Fungizid) in Lebensmitteln, Arzneimitteln, Medizinprodukten, Kosmetika und technischen Produkten verwendet.
Seit 2006 ist E 217 nicht mehr in der EU und der Schweiz als Lebensmittelzusatzstoff zugelassen.
Für die Konservierung von Arzneimitteln gelten in der EU unter Berücksichtigung der in Tierstudien gefundenen Wirkungen von Propyl-4-hydroxybenzoat (Propylparaben, Säureform) auf das weibliche Fortpflanzungssystem 2 mg/kg Körpergewicht pro Tag (berechnet als Propylparaben) als erlaubte Tagesdosis für die Anwendung  bei Kindern und Erwachsenen.